# Juan de la Cruz Bellvís de Moncada y Pizarro
 Juan de la Cruz Bellvís de Moncada y Pizarro  (Madrid, 1 de diciembre de 1756-Madrid, 20 de octubre de 1835), III  marqués de Bélgida, VI marqués de Orellana la Vieja, IX marqués de Villamayor de las Ibernias, IV marqués de San Juan de Piedras Albas, XV marqués de Mondéjar, VII marqués de Benavites, VIII marqués de Adeje, XI conde de Villardompardo, etc. XIII señor de Alconchel y XIII señor de Zahínos, fue un aristócrata español que sirvió en la Casa Real. 

## Vida y familia
Era hijo primogénito de Pascual Benito Belvís de Moncada, VIII marqués de Villamayor de las Ibernias, II marqués de Bélgida, VI marqués de Benavites, X conde de Villardompardo, VI conde de Sallent, VI conde de Villamonte, conde del Sacro Romano Imperio, de Marrades y XIV marqués de Mondéjar, IX  marqués de Agrópoli, XIV marqués de Valhermoso de Tajuña y XVI conde de Tendilla y de Florencia Pizarro Piccolomini de Aragón y Herrera, III marquesa de San Juan de Piedras Albas, VII marquesa de Adeje, XII condesa de La Gomera, XII señora de Alconchel y de Zahínos, Fermoselle y Ampudia y camarera mayor del Palacio.
Su familia materna tenía considerable influencia en la Corte. Su abuelo había sido Sumiller de Corps de los Reyes   Felipe V y Fernando VI. Su muy ventajoso matrimonio en 1774 con María de la Encarnación Álvarez de Toledo, dama noble de la Orden de María Luisa, hija de Antonio Álvarez de Toledo y Osorio, X marqués de Villafranca del Bierzo, IX duque de Bivona (título del reino de Sicilia) y VII duque de Fernandina, y de su segunda esposa María Antonia Gonzaga y Caracciolo, una de las principales familias de la Corte española, no hizo sino acrecentar su posición cerca de la Real familia. 
Ello, unido al hecho de que su madre fuera designada Camarera mayor de la Princesa de Asturias María Luisa de Parma en 1785 y Camarera mayor de palacio en 1788, posibilitó que fuera alcanzando cada vez más puestos en la Corte. 
Caballero de la Orden de Carlos III desde 1814, el rey   Carlos IV lo nombrará su Caballerizo mayor en 1798, cargo que desempeñará hasta 1801. Su cercanía con el Príncipe de Asturias, luego Fernando VII, hará que sea uno de los pocos Gentilhombres elegidos para acompañarle en su exilio en Francia hasta el punto que le designará su Sumiller de Corps allí.
A su regreso en 1814, el rey lo nombrará de nuevo su Caballerizo mayor. Fuertemente reaccionario, aguantará el primer relevo de los servidores regios que hará el Gobierno del Trienio Liberal en 1820, pero -tras los sucesos de julio de 1822- el rey se verá forzado a cesarle y sustituirle por el marqués de Astorga. 
Tras el fin del Trienio, se le repondrá en su puesto el 2 de agosto de 1823 y lo desempeñará hasta la muerte de Fernando VII realizando importantes cambios en la regulación de las Reales Caballerizas y siendo principal protector de la Escuela de Veterinaria en detrimento del obsoleto Tribunal del Protoalbeiteriato.
En 1833, a la muerte del rey, solicitará su jubilación a la reina gobernadora María Cristina de Borbón-Dos Sicilias.